# یورگ فایفر
یورگ فایفر (آلمانی: Jörg Pfeifer؛ زادهٔ ۱۹ مارس ۱۹۵۲) دونده سرعت اهل آلمان است. او برای آلمان شرقی در بازی‌های المپیک تابستانی ۱۹۷۶ که در مونترآل، کبک، کانادا برگزار شد، در دو ۴×۱۰۰ متر شرکت کرد و به همراه هم‌تیمی‌هایش مانفرد کوکوت، کلاوس-دیتر کورات و الکساندر تیمه به مدال نقره دست یافت.
وی در مسابقات کشوری و بین‌المللی در مجموع برندهٔ ۱ مدال نقره و ۱ مدال برنز شده است.